# Acilius sulcatus
Acilius sulcatus là một loài bọ cánh cứng trong họ Dytiscidae. Nó được tìm thấy ở Bắc Âu.

## Hình ảnh

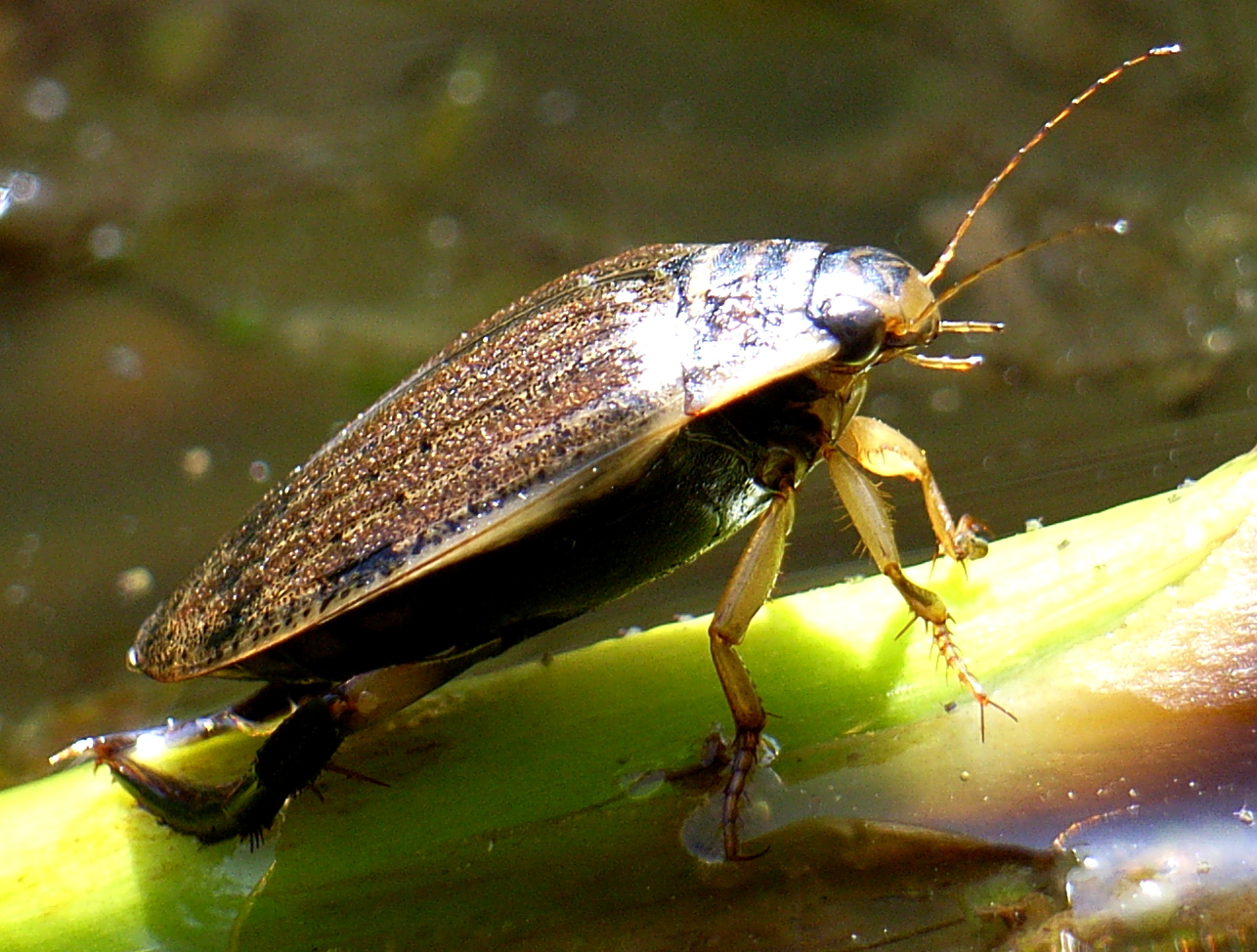
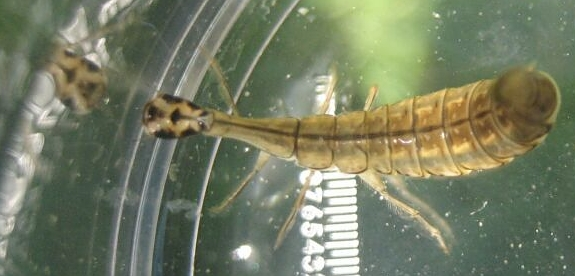
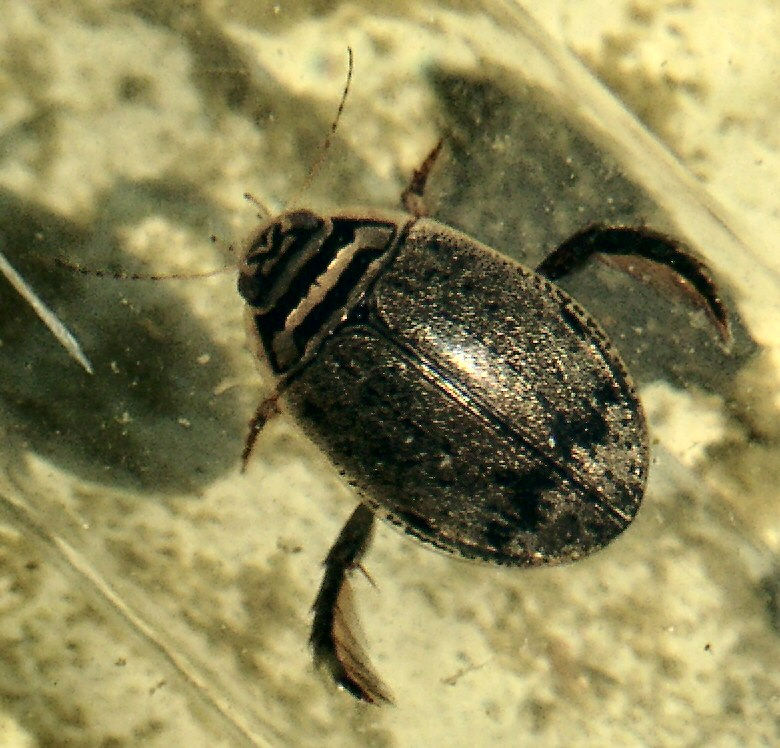
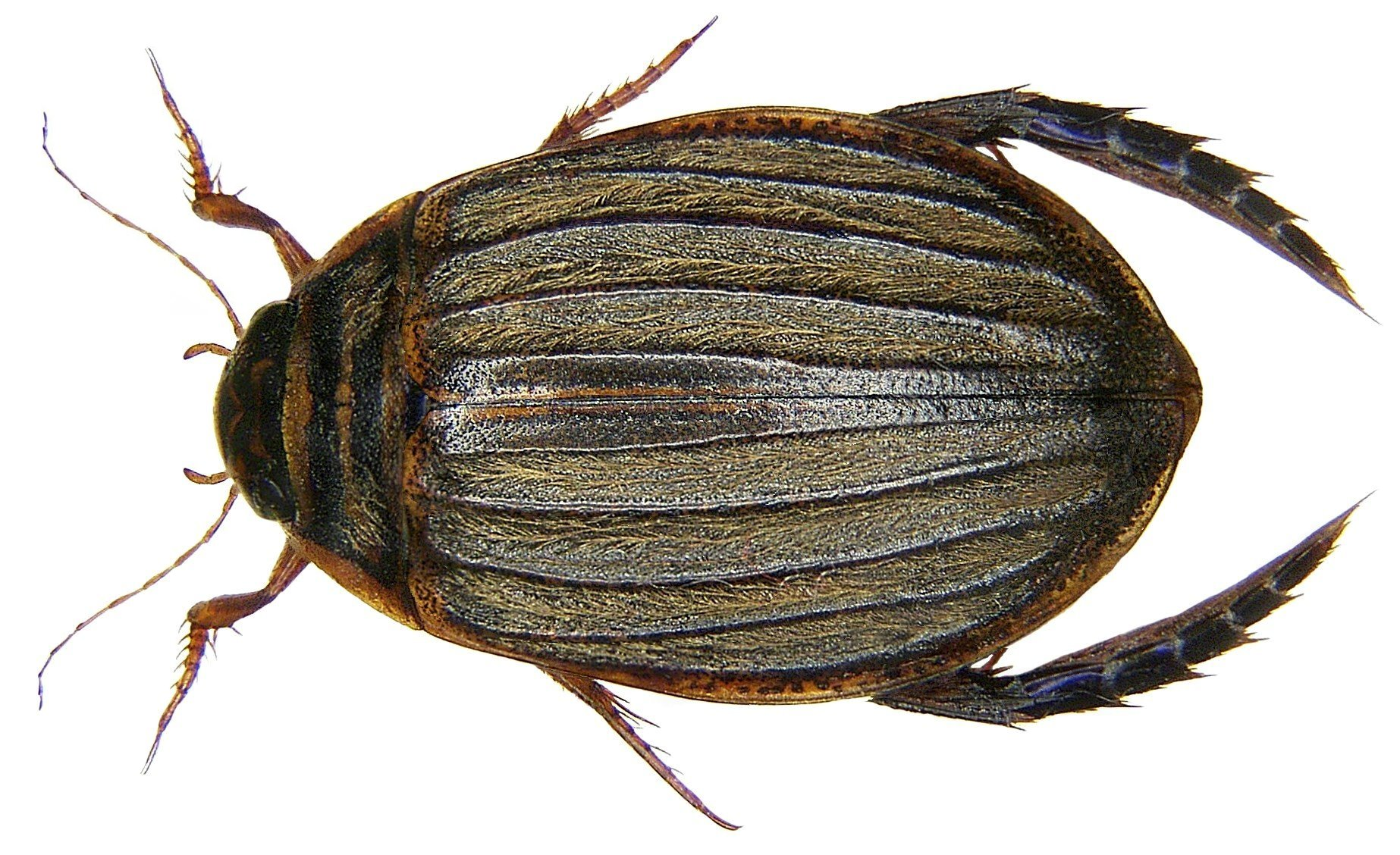